# Cos-B
Cos-B va ser la primera missió de l'Agència Espacial Europea destinada a estudiar les fonts de raigs gamma en un rang d'energies 2 keV - 5 GeV. La idea principal era equipar un satèl·lit artificial amb detectors de raigs gamma per a poder estudiar les fonts galàctiques i extragalàctiques de rajos gamma de la galàxia.
La missió va ser proposta per la comunitat científica l'any 1960 i va ser finalment aprovada pel comitè ESRO en el 1969. Finalment el satèl·lit va ser llençat per la NASA el mes d'agost del 1975 i va ser completada a l'abril del 1982. La durada inicial de la missió era de 2 anys, però va acabar funcionant 6 anys i 8 mesos, incrementant així en un factor 25 les dades sobre les fonts gamma.
Els resultats científics de la missió consisteixen en el catàleg de fonts de rajos gamma 2GC. Aquest catàleg conté 25 fonts de radiació gamma de les 30 observacions que es van fer durant els primers 3 anys. Algunes de les fonts més importants que va estudiar Cos-B és el sistema binari Cygnus X-3, que conté un púlsar i una font de rajos gamma, els púlsars del Cranc i Vela, pels quals es va compilar la seva corba de llum o l'espectre de Geminga.
Un altre resultat és la creació del primer mapa complet del disc de la nostra galàxia en el rang de 50 MeV a 5 GeV. Aquest mapa mostra el primer AGN (Active Galactic Nucleus) detectat: 3C 273.